# Nesta Carter
Nesta Carter (* 10. listopadu 1985, Banana Ground, Manchester Parish) je jamajský sportovec, atlet, sprinter, který se věnuje běhu na 100 a 200 metrů.

## Kariéra
V roce 2007 skončil na MS v atletice v japonské Ósace v běhu na 100 metrů v semifinále. Z téhož šampionátu si odvezl stříbrnou medaili, kterou vybojoval ve štafetě na 4 × 100 metrů. O rok později doběhl druhý na světovém atletickém finále ve Stuttgartu. V roce 2010 se probojoval na halovém MS v katarském Dauhá do finále běhu na 60 metrů, kde obsadil časem 6,72 s sedmé místo.
29. srpna 2010 si vylepšil na mítinku v italském Rieti na stometrové trati hodnotu osobního rekordu na 9,78 sekundy. Tímto časem vyrovnal nejlepší výkon sezóny Američana Tysona Gaye, který tento čas zaběhl 13. srpna na Diamantové lize v Londýně.

### LOH 2008
Na Letních olympijských hrách 2008 v Pekingu byl ve finále členem štafety na 4 × 100 metrů, která zaběhla původní světový rekord, jehož hodnota byla 37,10 s. Carter, který závod rozbíhal předával štafetový kolík Michaelu Fraterovi. Třetí úsek běžel Usain Bolt a finišmanem byl Asafa Powell.

### LOH 2012
Na Letních olympijských hrách 2012 v Londýně byl ve finále členem štafety na 4 × 100 metrů, která zaběhla nový světový rekord, jehož hodnota je 36,84 s. Carter, který závod rozbíhal předával štafetový kolík Michaelu Fraterovi. Třetí úsek běžel Yohan Blake a finišmanem byl Usain Bolt.
V roce 2017 Mezinárodní olympijský výbor rozhodl o odebrání zlaté medaile ze štafety z LOH 2008. Carter byl testován na metylhexanamin. O medaile přišli i Michael Frater, Asafa Powell a Usain Bolt.

## Osobní rekordy
Dráha
- 100 m – 9,78 s. (Rieti, 2010)
- 200 m – 20,31 s. (Kingston, 2008)
- Běh na 4 × 100 metrů – 36,84 s (LOH 2012, Londýn)  (Současný světový rekord)

## Vyznamenání
- důstojník Řádu distinkce – Jamajka, 2008[5]